# Eiríkur Hróaldsson
Eiríkur Hróaldsson (n. 881) foi um caudilho víquingue e gódi de Skagafjörður na Islândia. Segundo as sagas nórdicas colonizou um vasto território que abrangia Svartá, Svartárdalur, Vesturdalur e Reykjatungu, e em Landnámabók (livro dos assentamentos) é referido também que englobava Austurdalur, mas teve uma séria disputa territorial com Önundur vís que ocupava a parte oriental e ao conhecer as pretensões de Eiríkur, lançou flechas em chamas para o lado ocidental do rio que fazia fronteira com Austurdalur. A sua propriedade era tão grande que viu-se forçado a negociar acordos com outros outros países vizinhos pela metade dos seus territórios. O seu assentamento foi aplidado de Goðdalir (que atualmente não é mais do que o nome de uma cidade) porém inicialmente ocupava a extensão de três vales juntos.
Deteve a sua fazenda de Hóf, Vesturdalur e foi o primeiro gódi do clã familiar dos Goðdælir. Depois de concluir as tarefas de assentamento, recompensou os seus escravos com terras para que pudessem construir as suas próprias casas. A figura histórica de Eiríkur e o seu pai, o colono norueguês Hróaldur Geirmundsson (n. 855), e a importância que teve na colonização da Islândia, é mencionada na saga de Grettir, saga de Njál, Saga de Vápnfirðinga e saga de Hænsna-Þóris.

## Herança
Eiríkur era filho do colono norueguês Hróaldur Geirmundsson (n. 855), e neto de Geirmundur Eiríksson (n. 831). Casou-se com Þuríður Þórðardóttir (n. 885), filha de Þórður Hrappsson e fruto desse relacionamento nasceram cinco filhos:
- Þorgeir Eiríksson (n. 902).[3]
- Þorkell Eiríksson (n. 904).
- Hróaldur Eiríksson (n. 910).
- Starri holmgöngu Eiríksson (n. 916).
- Gunnhildur Eiríksdóttir (n. 933), que casou com Véfróður Ævarsson.